# Glenea glechomoides
Glenea glechomoides é uma espécie de escaravelho da família Cerambycidae. Foi descrito por Stephan von Breuning em 1982.